# Ștefan cel Mare, Neamț
Ștefan cel Mare (în trecut, Șerbești) este satul de reședință al comunei cu același nume din județul Neamț, Moldova, România.